# Прабути
Прабути (пољ. Prabuty) град је у Пољској у Војводству поморском. По подацима из 2012. године број становника у месту је био 8855.

## Становништво
| 2012. |
| ----- |
| 8.855 |

## Партнерски градови
- Званични веб-сајт